# 三好可正
三好 可正（みよし よしまさ）は、江戸時代前期の武将、旗本。三好為三の子。

## 生涯
慶長年間に給仕番として徳川家康に仕え、父とは別に1,000石を与えられる。慶長5年（1600年）父とともに関ヶ原の戦いに従軍。慶長8年（1603年）家康の将軍宣下参内に従い、従五位下越後守に叙される。慶長19年（1614年）からの大坂の陣には父とともに両役に従軍。元和5年（1619年）大和国山辺郡丹後庄（現大和郡山市）、添下郡守目堂（現天理市）、超昇寺（現・奈良市）に移封。寛永3年（1626年）徳川秀忠・家光の上洛に従う。寛永8年（1631年）父が96歳で死去したが、家督は子の勝任が継承した。寛永11年（1634年）没。家督は次男の勝正が継承した。なお娘が為三の養女として丹波亀山藩主菅沼定芳に嫁いでおり、交代寄合菅沼氏初代菅沼定実を産んでいる。